# لوتاو
لوتاو (به آلمانی: Lütau) یک شهر در آلمان است که در هرتسوگتوم لاونبورگ واقع شده‌است. لوتاو  ۷۲۸ نفر جمعیت دارد.